# 尤利乌斯·伦哈特
尤利乌斯·伦哈特（德語：Julius Lenhart，1875年11月27日—1962年11月10日），奥地利男子体操运动员。他曾获得1904年夏季奥运会体操比赛男子团体全能金牌、男子个人全能金牌和男子三项赛银牌。